# Zbrachlin (powiat świecki)
Zbrachlin – (niem. Brachlin) wieś w Polsce położona w województwie kujawsko-pomorskim, w powiecie świeckim, w gminie Pruszcz. Według spisu powszechnego z 31 marca 2011 roku wieś liczyła 200 mieszkańców. 
W latach 1975–1998 miejscowość należała administracyjnie do województwa bydgoskiego.
Przez miejscowość przebiegają drogi:
- E261   (Świecie - Zbrachlin - Bydgoszcz - Poznań - Wrocław - Lubawka granica państwa  z Czechami )
- (Zbrachlin - Topolno - Borówno)

W związku z budową drogi S5 na początku 2018 roku wyburzono część zabudowy wsi, m.in. dawną mleczarnię.